# Christine Ohuruogu
Christine Ijeoma Ohuruogu MBE (* 17. Mai 1984 in London) ist eine britische Sprinterin. Sie ist Weltmeisterin und Olympiasiegerin im 400-Meter-Lauf.

## Leben
Die Tochter nigerianischer Einwanderer wuchs im Londoner Stadtteil Stratford auf. Sie spielte in ihrer Jugend Netball, begann erst mit 16 Jahren mit der Leichtathletik und wechselte 2003 endgültig zu ihr über. Auf Anhieb wurde sie Dritte bei den Junioren-Europameisterschaften 2003. Bei den Olympischen Spielen 2004 in Athen scheiterte sie im Halbfinale, kam aber mit der 4-mal-400-Meter-Staffel auf den vierten Platz.
Bei den Weltmeisterschaften 2005 in Helsinki gab es dann für die britische Staffel in der Besetzung Donna Fraser, Catherine Murphy, Ohuruogu, Lee McConnell Bronze; im Einzelwettbewerb kam dagegen wiederum im Halbfinale das Aus. Bei den Commonwealth Games 2006 in Melbourne gewann sie Bronze in 50,28 s. Im Sommer wurde dann eine einjährige Sperre gegen sie verhängt, weil sie seit dem Oktober 2005 drei Dopingkontrollen versäumt hatte. Ein ursprünglich verhängter Bann ihres Verbandes für Olympische Spiele wurde dagegen später von einem Schiedsgericht aufgehoben.
Kurz nachdem ihre Sperre am 5. August 2007 endete, startete sie bei den Weltmeisterschaften in Osaka und gewann den Titel mit ihrer persönlichen Bestzeit von 49,61 s. Mit der britischen Staffel gewann sie Bronze. Ein Jahr später gewann Ohuruogu bei den Olympischen Spielen in Peking die Goldmedaille über 400 Meter. In 49,62 s lag sie knapp vor Shericka Williams aus Jamaika und der US-amerikanischen Favoritin Sanya Richards.
Bei den Weltmeisterschaften 2009 in Berlin kam Ohuruogu auf Platz fünf im Einzel und Rang vier mit der Staffel. 2011 startete sie bei den Weltmeisterschaften in Daegu, ihr unterlief allerdings schon im Vorlauf ein Fehlstart und somit wurde sie disqualifiziert. 2012 wurde sie mit der Staffel Hallenweltmeisterin. Bei den Olympischen Spielen in London lief sie zur Silbermedaille.
Im März 2013 gewann sie bei den Halleneuropameisterschaften 2013 im schwedischen Göteborg die Goldmedaille in der 4-mal-400-Meter-Staffel. Im gleichen Jahr wurde sie in Moskau Weltmeisterin mit dem neuen britischen Rekord von 49,41 s. Zudem gewann sie mit der Staffel die Bronzemedaille, genauso wie 2015 bei den Weltmeisterschaften in Peking. Bei den Olympischen Spielen 2016 in Rio de Janeiro gewann sie mit der 4-mal-400-Meter-Staffel nochmals eine Bronzemedaille.
Christine Ohuruogu hat bei einer Größe von 1,75 m ein Wettkampfgewicht von 70 kg und startet für den Verein Newham and Essex Beagles. Sie schloss 2005 ein Studium der Linguistik am University College London ab.

## Persönliche Bestleistungen
- 100 Meter: 11,35 s, 4. Mai 2008 in Irvine
- 200 Meter: 22,85 s, 1. Juni 2009 in Hengelo
- 400 Meter: 49,41 s, 12. August 2013 in Moskau